# Тисовець (Чернівецький район)
Ти́совець — село в Україні, у Великокучурівській сільській громаді Чернівецького району Чернівецької області.

## Назва
Назва села походить від червоних дерев — тисів, що рясно колись росли на цій території. Біля урочища «Тисовий яр» зберігся єдиний вид тиса в Україні — тис ягідний, що належить до хвойних порід і росте досить повільно — аж 3-4 тисячі років.

## Географія
Село розташоване за 11 км на південь від обласного центру, на крутих берегах річок Дереглей та Тисовець. Неподалік села на мальовничих пагорбах розташована пам'ятка природи «Тисовий яр», яка є одним з чотирьох місць, де росте у природі рідкісне дерево — тис ягідний. Найстарішим деревам в урочищі — близько 500 років. На південний захід від села розташоване заповідне урочище «Кривка».

## Історія
Унікальність села полягає в тому, що воно протягом століть зберігає народні звичаї і традиції. Перші письмові згадки про поселення датуються 1421 роком. Герб села є промовистим.
З 11 листопада 1940 року село перебувало в складі Сторожинецького району.
З 24 серпня 1991 року село у складі незалежної України.
14 серпня 2015 року, в ході децентралізації, Тисовецька сільська рада об'єднана з Великокучурівською сільською громадою.
19 липня 2020 року, в результаті адміністративно-територіальної реформи та ліквідації Сторожинецького району, село увійшло до складу новоутвореного Чернівецького району.
2023 року відкрито музей-садибу Анни Дущак (вул. Анни Дущак, 22), в хатині якого народилась та проживала поетеса.

## Пам'ятки
Найстаршою будівлею села є місцевий храм Дмитрія Солунського 1892 року побудови, а також школа та приміщення колишньої залізничної станції (нині — зупинний пункт), які звели за часів Австро-Угорщини. 
В центрі села встановлений пам'ятник репресованим та знаходиться братська могила воїнів австрійської армії — учасників Першої світової війни.
По лівій стороні вулиці Чернівецької розташований кіркут — єврейський цвинтар, який  був відновлений у 1930-х роках, завдяки пожертвуванням нащадків землевласника Самуеля Оренштайна. Серед кам'яних надгробків височить пам'ятний знак у вигляді підкови з шестикутною зіркою, на вшанування пам'яті про понад 250 євреїв, які були закатовані німецько-фашистськими загарбниками у 1941 році.

## Релігія

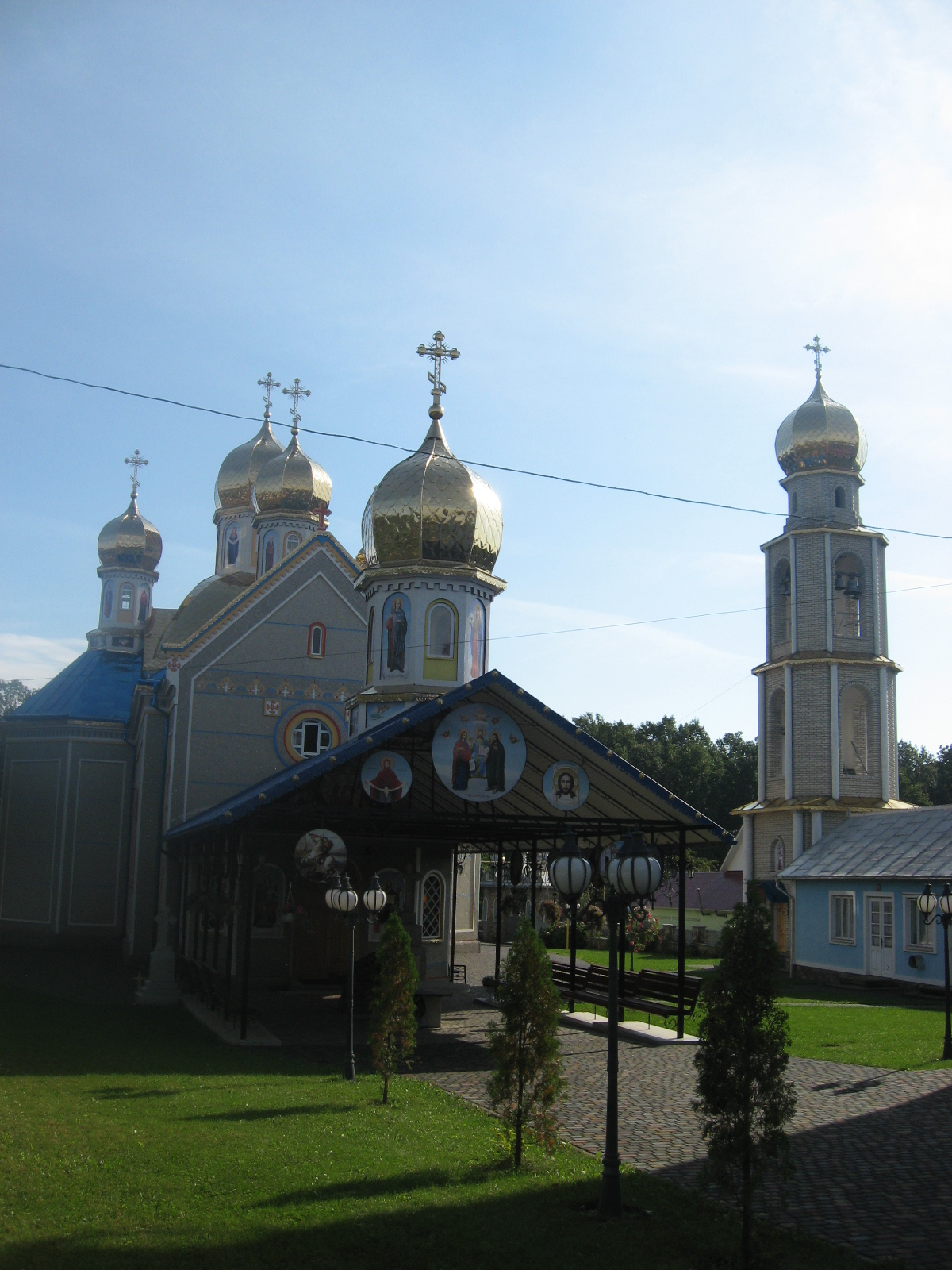
Дмитрівська церква та дзвіниця (з південних воріт)

- Церква святого великомученика Димитрія Солунського з дзвіницею.

## Уродженці села
- Дущак Анна Кирилівна — письменниця, член НСПУ.
- Дущак Дмитро Георгійович — український військовослужбовець.
- Балавсяк Тарас («БАТІГ») — український військовослужбовець, учасник російсько-української війни.